# Женисак
Женисак (фр. Génissac) насеље је и општина у југозападној Француској у региону Аквитанија, у департману Жиронда која припада префектури Либурн.
По подацима из 2011. године у општини је живело 1833 становника, а густина насељености је износила 140,57 становника/km². Општина се простире на површини од 13,04 km². Налази се на средњој надморској висини од 10 метара (максималној 77 m, а минималној 2 m).

## Демографија
| 1962. | 1968. | 1975. | 1982. | 1990. | 1999. | 2011. |
| ----- | ----- | ----- | ----- | ----- | ----- | ----- |
| 915   | 1.018 | 1.110 | 1.127 | 1.153 | 1.320 | 1.833 |

График промене броја становника у току последњих година